# Договор из 1804.
Договор из 1804. је био југословенски и српски рок бенд основан у Београду 1968. године. Иако кратког века, бенд је истакнут као један од пионира југословенске прогресивне и психоделичне рок сцене у Србији и СФРЈ.

## Историјат
Бенд су у новембру 1968. године основали Небојша Небе Игњатовић (акустична гитара, клавир, флаута, вокал), Роберт Немечек (бас гитара), Бранислав Марковић (ситар, флаута, гитара), Александар Стајић (гитара, флаута), Дејан Васиљевић (контрабас), Стеван Милутиновић (бубњеви) и Александар Фаребнахер (табла). Њихово име алудира на почетак Првог српског устанка 1804. године.
Договор из 1804. је био један од првих југословенских бендова који је кренуо од бита и ритам и блуза ка прогресивнијем звуку са утицајима музике различитих култура. Они су такође били један од првих југословенских бендова који нису изводили обраде и изводили су само свој материјал. Највећи део грађе саставио је Небојша Игњатовић. Бенд је имао запажене наступе на Омладинском фестивалу у Суботици и Београдској гитаријади 1969. године.
Њихова песма Сећање на сан објављена је на синглу Гитаријада 69 Београд Диска, уз песму Тужан сам кад киша пада групе Екодуси. Бенд је снимио демо снимке за песме Круг, Ветар и друге. Једном од последњих наступа био им је на фестивалу Београдско пролеће 1970, када је бенд завршио своју активност.
Након распада групе Роберт Немечек прелази у групу Џентлмени, а 1972. године је међу првим члановима прогресивне/хард рок групе Поп машина, са којом постиже велику популарност.
Небојша Игњатовић је дипломирао, а потом и магистрирао на Факултету музичке уметности у Београду, где је радио као професор након тога и свирао контрабас у Београдској филхармонији. Деведесетих година је учествовао у пројекту Рубер Соул.
Стеван Милутиновић је свирао у бендовима Дах и Горди.
Песма Сећање на сан објављена је 1994. године на компилацијском албуму Комуне : Плима : Прогресивна музика као део серије албума ЈУ РОК ретроспективе.